# Wendelin Boeheim

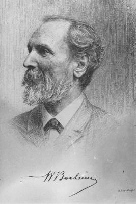
Wendelin Böheim
(ca. 1890)

Wendelin Josef Boeheim (auch Böheim) (* 17. September 1832 in Wiener Neustadt; † 1. November 1900 in Wien) war ein österreichischer Offizier und Waffenkundler.

## Leben und Werk
Wendelin Boeheim wurde als Sohn des städtischen Beamten Ferdinand Carl Boeheim geboren, der sich auch mit der Geschichte von Wiener Neustadt beschäftigte. Sein Bruder war der spätere Maler Karl Böheim (1830–1870). Nach dem Tod seiner Eltern 1834 und 1835 wuchs er in einer Pflegefamilie auf. Nach dem Gymnasium besuchte Boeheim auf eigenen Wunsch die Bildhauerschule der Wiener Kunstakademie. In dieser Zeit lebte er bei seinem Vormund, dem Kupferstecher Blasius Höfel. Bedingt durch die Geschehnisse des Jahres 1848 trat er als Kadett in das Pioniercorps ein. Nach dem Besuch der Pionierschule in Tulln an der Donau wurde er 1854 zum Leutnant, 1859 zum Oberleutnant befördert, als welcher er am Sardinischen Krieg teilnahm. Nach dem Feldzug wechselte er als Lehrperson an die Theresianische Militärakademie in Wiener Neustadt. 1865 zum Hauptmann befördert, übernahm er als Kommandant die Pioniercorps-Schule in Klosterneuburg. 1866 kämpfte Boeheim als Hauptmann im k.u.k. Infanterieregiment „Hoch- und Deutschmeister“ Nr. 4 in der Schlacht bei Königgrätz. Ab 1869 lehrte er an der Kadettenschule Graz. 1873 schied Boeheim aus Krankheitsgründen aus dem aktiven Dienst aus und wurde 1877 endgültig pensioniert.
Mit diesem Zeitpunkt begann die schriftstellerische und wissenschaftliche Tätigkeit Boeheims. Zum 1. Juni 1878 wurde er Kustos der kaiserlichen Waffensammlung. Diese war seit 1869 als „k.k. Hofwaffenmuseum“ im Arsenal für die Öffentlichkeit zugänglich. 1888 gliederte Böheim diese als „Sammlungen von Waffen und kunstindustriellen Gegenständen des Allerhöchsten Kaiserhauses“ aus dem Arsenal aus und dem neu errichteten Kunsthistorischen Museum in Wien an.
Böheim war einer der ersten, die sich wissenschaftlich um die historische Waffenkunde bemühten. Er war 1896 Mitbegründer des Vereins für Historische Waffenkunde, dessen Ehrenvorsitzender er später wurde, sowie 1897 Begründer der Fachzeitschrift Zeitschrift für historische Waffenkunde (heute Waffen- und Kostümkunde).
Sein Handbuch der Waffenkunde erschien 1890 und gilt als wissenschaftliches Standardwerk für den Bereich mittelalterlicher Waffenkunde. Weniger bekannt sind seine Veröffentlichungen, die sich mit mittelalterlicher Mode und Biografien beschäftigen.

## Ehrungen
- 1889: Ritterkreuz des Franz Joseph-Ordens
- 1898: Orden der Eisernen Krone III. Klasse
- Königlich Preußischer Kronenorden III. Klasse
- Königlich bayerischer Verdienstorden vom Heiligen Michael I. Klasse
- Ritterkreuz des Sächsischen Albrecht-Ordens
- Ehrenmitglied der Society of Antiquaries of London

Im Jahr 1961 wurde in Wien-Liesing (23. Bezirk) die Böheimgasse nach ihm benannt.

## Schriften (Auswahl)
- mit Albert Ilg und Ludwig Lobmeyr: Die Glasindustrie, ihre Geschichte, gegenwärtige Entwicklung und Statistik. Spemann, Stuttgart 1874.
- mit Albert Ilg: Das k.k. Schloss Ambras in Tirol. Beschreibung des Gebäudes und der Sammlungen. Holzhausen, Wien 1882 (Digitalisat).
- Die Sammlung. alter Geschütze im Artilleriearsenal zu Wien. Wien 1884.
- Handbuch der Waffenkunde. Das Waffenwesen in seiner historischen Entwickelung vom Beginn des Mittelalters bis zum Ende des 18. Jahrhunderts (= Seemanns kunstgewerbliche Handbücher. Bd. 7). Seemann, Leipzig 1890 (Digitalisat und Volltext im Deutschen Textarchiv, Digitalisat; mehrere Nachdrucke, z. B.: Fourier Verlag, Wiesbaden 1985, ISBN 3-201-00257-7).
- Die Zeugbücher des Kaisers Maximilian I. In: Jahrbuch der Kunsthistorischen Sammlungen des Allerhöchsten Kaiserhauses. 13, 1892, S. 94–201 (Digitalisat) und 15, 1894, 295–391 ([]).
- Philippine Welser. Eine Schilderung ihres Lebens und ihres Charakters. Museum Ferdinandum, Innsbruck 1894 (Digitalisat).
- Album hervorragender Gegenstände aus der Waffensammlung des Allerhöchsten Kaiserhauses. Wien 1894 (Digitalisat).
- Meister der Waffenschmiedekunst vom XIV. bis ins XVIII. Jahrhundert. Ein Beitrag zur Geschichte der Kunst und des Kunsthandwerks. Moser, Berlin 1897 (Digitalisat).